# Julia Krombach
Julia Krombach (* 24. September 1991 in München, Bayern) ist eine deutsche Schauspielerin.

## Leben
Ihre erste Hauptrolle hatte sie 2003 im Fernsehfilm Annas Heimkehr.
Neben Auftritten in diversen Fernsehserien hatte sie unter anderem eine Rolle in einem Werbespot von Ferrero („Kinder Schoko-Bons“, 2002).

## Filmografie (Auswahl)
- 2003: Annas Heimkehr (Fernsehfilm)
- 2004: Rosamunde Pilcher – Federn im Wind (Fernsehepisodenfilm)
- 2005: Siska – Einfach nur sterben (Fernsehserie)
- 2005: Inga Lindström: Inselsommer (Fernsehserie)
- 2006: Das Traumschiff – Singapur/Bali (Fernsehserie)
- 2006: Lapislazuli – im Auge des Bären
- 2006: Tango-Tango (Fernsehfilm)
- 2007: Tango zu dritt (Fernsehfilm)
- 2007: Geküsst (Bewerbungsfilm) – Regie: Natalie Spinell
- 2008: Forsthaus Falkenau (Fernsehserie) – Episodenrolle – Regie: Andreas Drost
- 2008: Little Jerk (Kurzfilm) – Regie: Lennart Ruff
- 2008: Du Heilige Nacht – Regie: Reinhard Schwabenitzky
- 2009: Kanal fatal (Fernsehserie, 3 Folgen)
- 2009: Der Alte – Taximörder (Fernsehserie)
- 2009: Medeas Erbe (Kurzfilm) – Regie: Adam Zimny
- 2009: Recht so Rosi (Filmtrailer)
- 2010: Die Rosenheim-Cops – Der Tod der alten Dame (Fernsehserie)
- 2010: Der Alte – Muttertag (Fernsehserie)
- 2011: SOKO 5113 – Untreu bis in den Tod (Fernsehserie)
- 2011: Notruf Hafenkante – Hilfe für die Reiterstaffel (Fernsehserie)

## Preise & Nominierungen
Nominiert:
- 2007: UNDINE AWARD in der Kategorie „Beste Nachwuchsschauspielerin in einem deutschsprachigen Kinofilm“ für die Hauptrolle in „LAPISLAZULI – im Auge des Bären“